# Jüdischer Friedhof (Sierpc)
Koordinaten: 52° 50′ 59,5″ N, 19° 41′ 7,7″ O

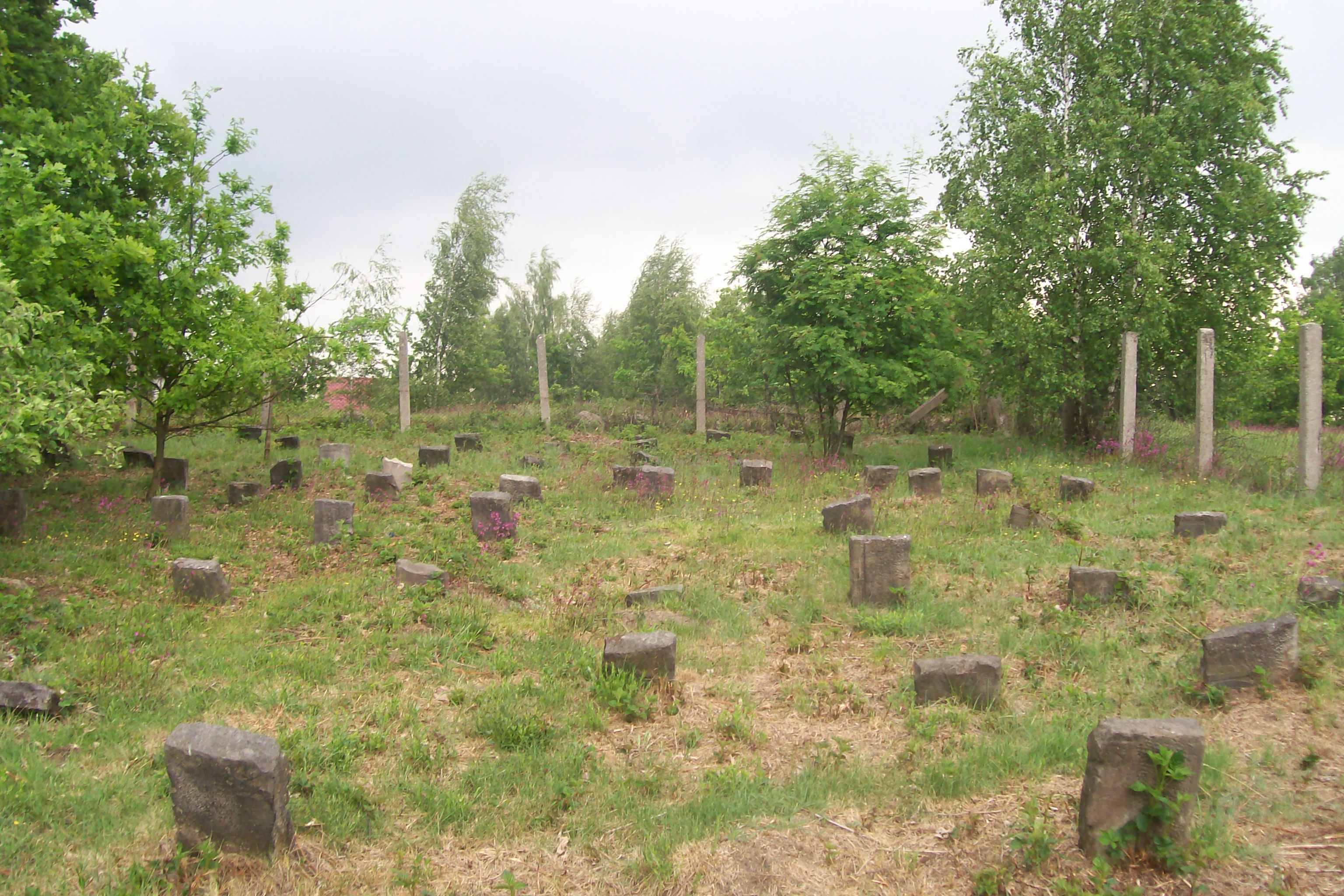
Jüdischer Friedhof Sierpc

Der Jüdische Friedhof Sierpc in der polnischen Gemeinde Sierpc in der Woiwodschaft Masowien enthält noch etwa 200 Grabsteine, die meist in einem schlechten Zustand sind.

## Geschichte
Der erste jüdische Friedhof in Sierpc, am Ufer des Flusses Sierpienica, wurde wahrscheinlich bereits im 16. Jahrhundert errichtet. Schriftliche Referenzen stammen jedoch aus dem 18. Jahrhundert. Bis zum Zweiten Weltkrieg umfasste der Friedhof eine Fläche von über 9 ha. Während der deutschen Besetzung wurde der Friedhof verwüstet, und die Grabsteine wurden für die Bürgersteige in Sierpc verwendet. 1947 errichteten einige jüdische Überlebende des Holocaust eine „Nekropole“, wobei der Friedhof auf 2,5 ha reduziert und die Restfläche privaten Zwecken zugewiesen wurde. Wiederhergestellte Grabsteine wurden damals in einem Lapidarium untergebracht, und den beim Überfall auf Polen ermordeten Juden wurde ein Denkmal gewidmet.
Keiner der etwa 200 Grabsteine ist in seiner Gesamtheit erhalten geblieben. Durch vorsätzliche Beschädigungen sind die meisten Inschriften heute unleserlich. 
Bis 2009 befand sich auf dem Friedhof das einzige in Masowien erhaltene Taharahaus. Es war 1928 erbaut worden, wurde bis in die 1930er Jahre benützt und überstand den Zweiten Weltkrieg. Nachdem keine Schutzmaßnahmen stattfanden und das Gebäude immer häufiger Vandalismus ausgesetzt war, brach es 2007 zusammen. Im Frühjahr 2009 wurde der Rest des Gebäudes von der örtlichen Bevölkerung abgebaut und Brennholz verteilt, übrig blieb ein Zementboden.